# Gordon County
Das Gordon County ist ein County im Bundesstaat Georgia der Vereinigten Staaten. Verwaltungssitz (County Seat) ist Calhoun, benannt nach Senator John C. Calhoun.

## Geographie
Das County liegt im Nordwesten von Georgia, ist im Norden etwa 40 km von Tennessee und im Westen etwa 45 km von Alabama entfernt. Es hat eine Fläche von 927 Quadratkilometern, wovon sechs Quadratkilometer Wasseroberfläche sind und grenzt im Uhrzeigersinn an folgende Countys: Murray County, Pickens County, Bartow County, Floyd County, Walker County und Whitfield County.

## Geschichte
Gordon County wurde am 13. Februar 1850 als 93. County von Georgia aus Teilen des Bartow County und des Floyd County gebildet. Benannt wurde es nach William Washington Gordon, dem Präsidenten der Central Railroad and Banking Company und späteren Central of Georgia Railroad.

## Demografische Daten

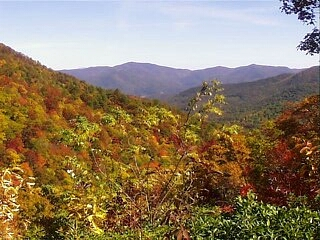
Der Chattahoochee-Oconee National Forest

Laut der Volkszählung von 2010 verteilten sich die damaligen 55.186 Einwohner auf 19.715 bewohnte Haushalte, was einen Schnitt von 2,77 Personen pro Haushalt ergibt. Insgesamt bestehen 22.278 Haushalte.
74,3 % der Haushalte waren Familienhaushalte (bestehend aus verheirateten Paaren mit oder ohne Nachkommen bzw. einem Elternteil mit Nachkomme) mit einer durchschnittlichen Größe von 3,20 Personen. In 39,3 % aller Haushalte lebten Kinder unter 18 Jahren sowie in 23,9 % aller Haushalte Personen mit mindestens 65 Jahren.
29,7 % der Bevölkerung waren jünger als 20 Jahre, 26,0 % waren 20 bis 39 Jahre alt, 27,2 % waren 40 bis 59 Jahre alt und 17,0 % waren mindestens 60 Jahre alt. Das mittlere Alter betrug 36 Jahre. 49,4 % der Bevölkerung waren männlich und 50,6 % weiblich.
85,2 % der Bevölkerung bezeichneten sich als Weiße, 3,6 % als Afroamerikaner, 0,4 % als Indianer und 1,0 % als Asian Americans. 7,8 % gaben die Angehörigkeit zu einer anderen Ethnie und 2,0 % zu mehreren Ethnien an. 14,0 % der Bevölkerung bestand aus Hispanics oder Latinos.
Das durchschnittliche Jahreseinkommen pro Haushalt lag bei 42.414 USD, dabei lebten 20,4 % der Bevölkerung unter der Armutsgrenze.

## Kultur und Sehenswürdigkeiten

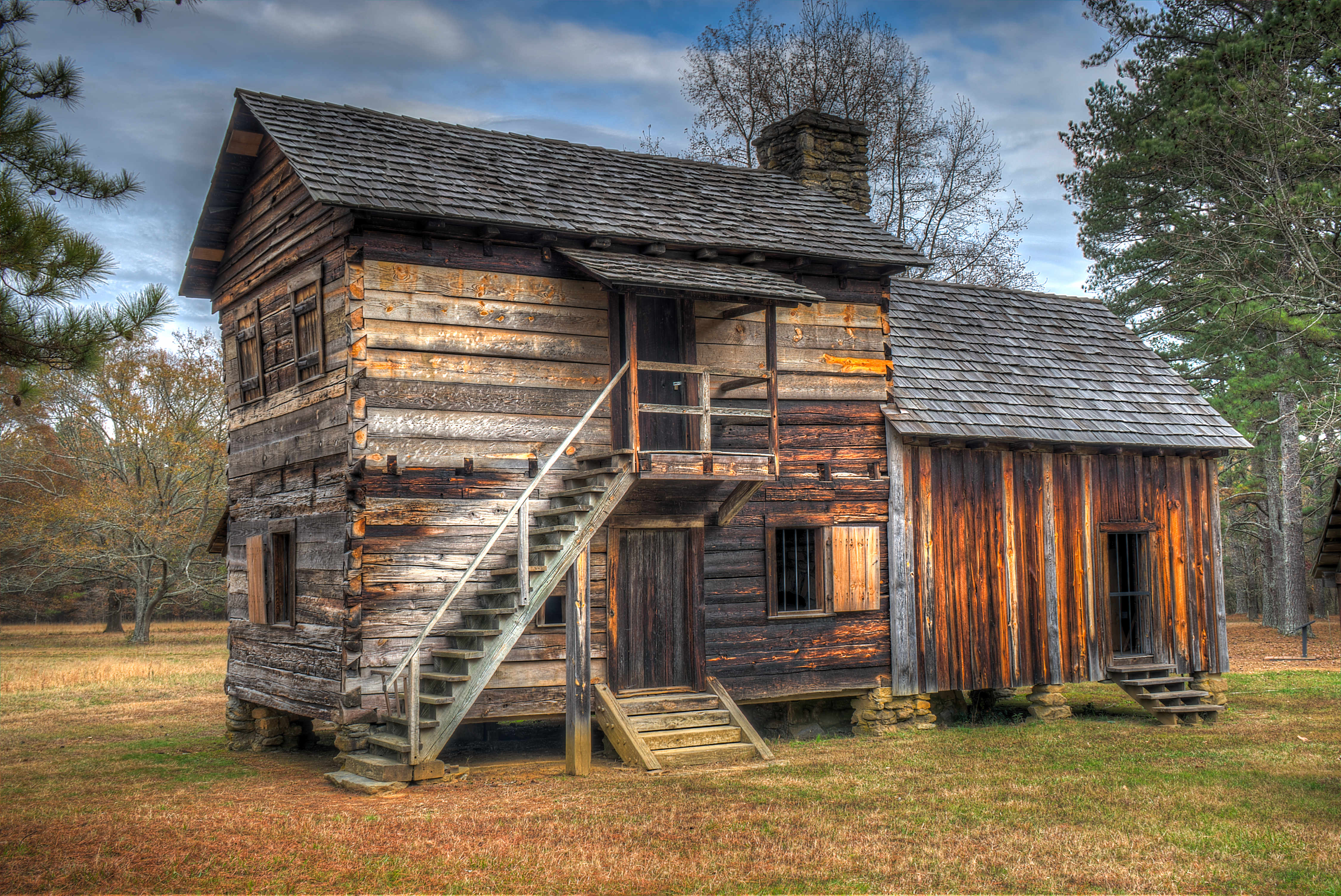
Vann’s Tavern in New Echota (2019). Diese Ortschaft bildete das Verwaltungszentrum des Siedlungsgebiets der Cherokee von 1825 bis zu ihrer Deportation auf dem Pfad der Tränen mehr als zehn Jahre später. Danach war New Echota für lange Zeit eine Geisterstadt bis 1962 ein Historical Park eingerichtet wurde. Der Historic District wurde im Mai 1970 als erstes Objekt im County in das NRHP eingetragen. Im November 1973 erhielt der Bezirk den Status eines National Historic Landmarks zuerkannt.

Fünf Bauwerke und Historic Districts („historische Bezirke“) im Gordon County sind im National Register of Historic Places („Nationales Verzeichnis historischer Orte“; NRHP) eingetragen (Stand 6. Januar 2024), wobei New Echota den Status eines National Historic Landmarks („Nationales historisches Wahrzeichen“) hat.

## Orte im Gordon County
Orte im Gordon County mit Einwohnerzahlen der Volkszählung von 2010:
Cities:
- Calhoun (County Seat)
- Fairmount
- Plainville

Town:
- Resaca

Census-designated place:
- Ranger